# Kebra Nagast
Kebra Nagast ( Ge'ez ,ክብረ ነገሥት, kəbrä nägäst),  Knjiga slave kraljeva, je etiopska drevna kniga pisana pismom geez velikog povijesnog, vjerskog i arheološkog značaja.Jezgra knjige nastala je između 4. i 6. stoljeća poslije Krista, ali je svoj konačni oblik dobila u 12. stoljeću. Kebra Nagast je jedna od svetih knjiga Rastafarijanaca.
Tekstovi se oslanjaju na Stari zavjet, kršćanska Evanđelja i priče iz Kurana, kao i na priču o tome kako je legendarni Kovčeg Saveza iz Jeruzalema dospio do Kraljevstva Saba u Etiopiju. Prema legendi, Kovčeg Saveza je od kralja Salomona iz Izraela u Etiopiju donio Bajne-Lehekem, sin Salomona i kraljice od Sabe-Makede. Bajne-Lehekem je kasnije okrunjen za kralja Etiopije pod imenom Menelik I. Na taj način prijenos Kovčega Saveza je simbolička priča o prenošenju biblijskog naslijeđa iz Izraela u Etiopiju, kao i davanje božanskih atributa etiopskoj dinastiji, koja je vladala zemljom neprekidno sve do cara Haile Selasija I. (1930.), osim razdoblja između 950. i 1270., kad su Etiopijom vladale dinastije židovske i poganskih religija te Dinastija Zagaj.

## Sadržaj knjige
Kebra Nagast podijeljena je u 117 poglavlja, pa se čak i nakon prvog čitanja jasno vidi da je knjiga spoj različitih tekstova iz raznih povijesnih razdoblja.
Knjiga je u obliku rasprave koju vodi 318 crkvenih otaca na Prvom nicejskom saboru. Oni raspravljaju oko pitanja: Od čeg se slava kraljeva sastoji? Jedan od patrijarha - Grgur odgovora na to pitanje (poglavlja 3-17) i završava s tvrdnjom da je Slava Božja djelo Mojsija i čuva se u Kovčegu Saveza. Nakon toga, patrijarh Domitius čita iz knjige koju je pronašao u crkvi Sofija (možda Aja Sofija) i uvodi čitatelja u središnji dio ove knjige, priču o Makedi (poznatijoj kao Kraljici od Sabe), kralju Salomonu, Meneliku I., i načinu kako je Kovčeg saveza dospio u Etiopiju (poglavlja 19-94).
Priča o kraljici Makedi, počinje opisom kako je ona od Tamrina, trgovca nastanjenog u njezinom kraljevstvu, čula puno o mudrosti kralja Salomonu, zbog tog je odlučila otputovati u Jeruzalem posjetiti ga. On ju je očarao svojim znanjem i učenošću, te je ona izjavila Od ovog trenutka neću se više klanjati suncu, nego ću obožavati stvoritelja sunca, Boga Izraelova. (Poglavlje 28) noć prije puta, Salomon je lukavstvom obljubi, i daje joj prsten kao zalog, po kojem će njihovo dijete prepoznati. Nakon njezina odlaska, Salomon usni san u kojem sunce napušta Izrael (poglavlje 30). Makeda po povratku kući rađa Menelika.
U dobi od 22 godine, Menelik putuje u Jeruzalem preko Gaze, tražeći blagoslov Salomonov, njegov otac prema prstenu prepoznaje sina. Presretan zbog ovog susreta, Salomon pokušava uvjeriti Menelika da ostane u Izraelu kao kralj, ali Menelik inzistira na povratku svojoj majci u Etiopiju. Kralj Salomon se tad primiri s tim, i osigura sinu dostojnu pratnju za povratak kući. Ona se sastojala od po jednog prvorođenog sina svih velikaša i po jednog sina glavara svih hramova iz Izraela. Mladi pratioci su pri odlasku iz Jeruzalema, ukrali Kovčeg Saveza bez znanja Menelika (poglavlja 45-48).
Tijekom putovanja kući, Menelik uoči da je Kovčeg Saveza u njegovoj prtljazi, i Salomon otkriva da je Kovčeg nestao iz njegova kraljevstva. Salomon je nakon otkrića krađe pokušao zaustaviti Menelika, ali je njegov sin magično odletio do Etiopije prije nego što se on uspio pribrati i organizirati potjeru. Kralj Salomon se otada tješio svojom ženom, kćeri egiptskog faraona, koja ga je zavela da se klanja kumirima njezine domovine (poglavlje 64).
Nakon uvodnih poglavlja o raspravi 318 patrijarha na ekumenskom saboru, Domitius nastavlja s ponavljanjem biblijske povijesti (poglavlja 66-83) Zatim se opisuje Menelikov dolazak u Etiopiju, gdje je dočekan velikim slavljem, na kojem mu majka Makeda prepušta prijestolje. Menelik se potom upušta u niz vojnih pohoda, ali kako je posjednik Kovčega Saveza - nitko ga otada nije uspio pobijediti, dapače tko ga je napao bio je pobijeđen (poglavlje 94).
Knjiga završava proročkim poglavljima (poglavlja 95-112) u kojima se veliča duhovna nadmoć Etiopije nad Izraelom, kako zbog posjedovanja Kovčega Saveza tako i zbog salamonske krvne linije etiopskih vladara.
Završno proročanstvo Kebra Nagasta je da će moć Rima naslijediti Etiopija (poglavlje 117 ).

## Podrijetlo rukopisa
Prema opremi prvih primjeraka knige - Kebra Nagast je izvorno napisana na koptskom, a zatim prevedena na arapski jezik 409. (kršćanske 1225. godine)od strane koptskih svećenika, za vrijeme vladavine Abune Giorgisa II., te na kraju na jeziku Geez po nalogu namjesnika Pokrajine Enderta - Jaibika Igza. Na temelju opreme knjige, povjesničari; Conti, Rossini, Littmann i Cerulli smještaju nastanak knjige u razdoblje između 1314. do 1321. – 1322. I većina ostalih povjesničara drži da je svoj konačni oblik Kebra Negast dobila u 14. stoljeću.

## Kebra Nagast i Europa
Jedan od najranijih zapisa o knjizi Kebra Nagast u Europu je došao posredstvom zapisa Francisca Álvaresa, službenog izaslanika portugalskog kralja Manuela I., na dvoru etiopskog kralja Davida II. U iscrpnom opisu te misije, Alvarez je na portugalskom opisao cara Etiopije, navike Etiopljana, vjeru Etiopljana i nešto o Kebra Nagast. To izvješće pod nazivom Prezbiter Ivan Indijski, tiskano je 1533. godine.
Dodatne informacije o knizi Kebra Nagast dao je isusovac Manuel de Almeida u svom dijelu Povijest Etiopije (Historia de Etiopía). Almeida je također bio poslan kao misionar u Etiopiju, zahvaljujući svom izvrsnom poznavanju etiopskih jezika, njegova knjiga postala je vrijedno djelo. 
U prvoj četvrtini 16. stoljeća, P.N. Godinho objavio je neke Legende o kralju Salomonu i njegovu sinu Meneleku, na osnovu izvora iz knjige Kebra Nagast. Dodatne informacije o sadržaju knige Kebra Nagast dao je Baltazar Téllez (1595. – 1675.), autor knjige Historia general de Etiopija Alta (Coimbra, 1660.). 

### Kebra Nagast u moderno doba
Međutim cjeloviti tekst Kebra Nagast ostao je nepoznanica sve do kraja 18. stoljeća, tad je James Bruce, poznati škotski istraživač, objavio rezultate svojih ekspedicija u potrazi za izvorima rijeke Nil, u njima je dao i neke informacije o sadržaju Kebra Nagast, tako da je knjiga postala poznata širem krugu europskih znanstvenika i teologa.
U potrazi za izvorom Nila, Bruce je posjetio i Gondar, tu mu je ras Mikael Sehul, regent cara Tekle Hajmanota II. Etiopskog, dao nekoliko najvrijednijih etiopskih rukopisa, između ostalog i primjerak Kebra Nagasta. U trećem izdanju svojih putopisa s izvora Nila, koje je objavljeno 1813., dan je i opis sadržaja  Kebra Nagasta. Izvorni rukopis Bruce je poklonio je Sveučilišnoj knjižnici Bodleian Library u Oxfordu.
Prvi cjeloviti prijevod Kebra Nagasta s komentarima objavio je njemački orijentalist Carl Bezold 1905. godine.

## Pogledajte i ovo
- Feta Nagest

## Vanjske poveznice
- Kebra Nagast na portalu Sacred Texts (engl.)
- Wendy Belcher, Medieval African and European Texts about the Queen of Sheba  Arhivirana inačica izvorne stranice od 23. lipnja 2006. (Wayback Machine) (engl.)